# Carrick (Califòrnia)
Carrick és una població dels Estats Units a l'estat de Califòrnia. Segons el cens del 2009 tenia 189 habitants.

## Demografia
Segons el cens del 2000, Carrick tenia 156 habitants, 56 habitatges, i 38 famílies. La densitat de població era de 860,5 habitants per km².
Dels 56 habitatges en un 44,6% hi vivien nens de menys de 18 anys, en un 53,6% hi vivien parelles casades, en un 7,1% dones solteres, i en un 32,1% no eren unitats familiars. En el 23,2% dels habitatges hi vivien persones soles el 10,7% de les quals corresponia a persones de 65 anys o més que vivien soles. El nombre mitjà de persones vivint en cada habitatge era de 2,79 i el nombre mitjà de persones que vivien en cada família era de 3,37.
Per edats la població es repartia de la següent manera: un 32,7% tenia menys de 18 anys, un 3,8% entre 18 i 24, un 32,1% entre 25 i 44, un 21,8% de 45 a 60 i un 9,6% 65 anys o més.
L'edat mediana era de 32 anys. Per cada 100 dones de 18 o més anys hi havia 90,9 homes.
La renda mediana per habitatge era de 22.986 $ i la renda mediana per família de 23.819 $. Els homes tenien una renda mediana d'11.250 $ mentre que les dones 11.750 $. La renda per capita de la població era de 13.082 $. Entorn del 28,9% de les famílies i el 18% de la població estaven per davall del llindar de pobresa.

## Poblacions més properes
El següent diagrama mostra les poblacions més properes.